# Култура Јерменије
Култура Јерменије обухвата многе елементе који се заснивају на географији, књижевности, архитектури, плесу и музици становништва које живи на простору Јерменије.

## Креативне уметности

### Књижевност
Почеци књижевности у Јерменији датирају из око 401. године. Већину књижевних уметности створио је Мојсије из Корене у 5. веку. Током година елементи књижевности су се мењали како су се приче и митови преносили кроз генерације. Крајем 17. века, Александар Терцакијан је био познати јерменски писац који је створио неколико радова за које се сматра да су међу класицима Јерменије. Током 19. века, писац Микаел Налбандијан радио је на стварању новог јерменског књижевног идентитета. Налбандијанова песма Песма италијанске девојке вероватно је била инспирација за јерменску националну химну, Мер Хаиреник.
Месроп Машоц сматра се творцем јерменске абецеде. Овај догађај који се одиграо у 5. веку сматра се једном од најважнијих прекретница јерменске књижевности.
Мојсије Хоренаци је био истакнути јерменски историчар из периода касне антике и аутор историје Јермена.
Хоренацију се приписује најраније познато историографско дело о историји Јерменије написано на јерменском језику, али је био и песник и писац химне, и граматичар. Историја Јерменије написана је по налогу кнеза Сахака Багратуна и имала је огроман утицај на јерменску историографију. Користили су је и цитирали потом каснији средњовековни јерменски аутори. Иако су други Јермени, као што је Агатангелос, раније писали о историји Јерменије, Мојсијево дело има посебан значај јер садржи јединствен материјал о старим усменим традицијама у Јерменији пре њеног преласка у хришћанство и, што је још важније, описује јерменску историју од Мојсијевих дана па назад до његовог порекла.

### Плес
Јерменско плесно наслеђе је једно од најстаријих, најбогатијих и најразличитијих на Блиском истоку. Од петог до трећег миленијума пре нове ере, у вишим регионима Јерменије постоје камене слике призора плесања. Ови плесови су вероватно попраћени одређеним врстама песама или музичким инструментима. У петом веку, Мојсије из Корене сам је чуо како стари потомци Арама (тј. Јермени) спомињу ове ствари (епске приче) у баладама за лиру и њихове песме и плесове.
Један од најенергичнијих јерменских плесова је борилачки плес јаркушта. Верује се да јаркушта има своје порекло у раном средњем веку, као што се спомиње у делима Мојсија Коренација, Фаустуса Византијског и Григора Магистроса. Јаркушту су традиционално плесали јерменски војници пре борби, делом због ритуалних циљева, а делимично да би одбацили страх и појачали борбени дух.
Плес изводе мушкарци, који се суочавају у паровима. Кључни елемент плеса је кретање напред, када учесници брзо прилазе један другоме и енергично пљескају у дланове плесача у супротном реду.

### Архитектура
Класична јерменска архитектура је подељена на четири одвојена периода. Прве јерменске цркве изграђене су између 4. и 7. века, почевши од периода када је Јерменија прешла на хришћанство а тај период завршава се арапском инвазијом на Јерменију. Ране цркве су углавном биле једноставне базилике, а неке и са бочним апсидама. До 5. века типични куполни конус у центру је постао широко распрострањен. До седмог века изграђене су централно планиране цркве и формирана је компликованија форма. До времена арапске инвазије, формирана је већина онога што данас знамо као класична јерменска архитектура.

### Ћилими
Иако су жене историјски доминирале ткањем ћилима у јерменским заједницама, познато је да су неколико истакнутих ткалаца ћилима у Карабаху били мушкарци, а у неким случајевима целе породице су се бавиле овом уметношћу. Најстарији постојећи јерменски ћилими из региона, који се у средњовековном периоду назива Арцах, потиче из села Банантс (близу Ганџака) и датира из раног 13. века. Према историјским подацима, први пут у историјским изворима је јерменска реч за ћилим, gorg, била коришћена у јерменском натпису из 1242-1243. године на зиду Каптаванске цркве у Арцаху.
Историчар уметности Хравард Хакобијан напомиње да су "арцашки ћилими заузели посебно место у историји израде јерменских ћилима. Заједничке теме и обрасци пронађени на јерменским ћилимима били су приказ змајева и орлова. Различити су по стилу, богати у боји и орнаменталним мотивима и чак су раздвојени у категорије у зависности од тога које су врсте животиња на њима приказане, као што су artsvagorgs (ћилими са орловима), vishapagorgs (ћилими са змајевима) и otsagorgs (ћилими са змијама). Ћилим који се спомиње у натписима у Каптавану састоји се од три лука, "прекривена вегетативним украсима", и има уметничку сличност са илуминираним рукописима креираним у Арцаху.
Поред тога, уметност ткања ћилима била је блиско повезана са прављењем завеса, као што је приказано у путопису Киракоса Гандзакеција, јерменског историчара из 13. века из Арцаха, који је хвалио Арзу-Катуна, супругу регионалног кнеза Вачанг Каченација и њене кћери за њихову стручност и вештину у ткању.
Јерменски ћилим је био познат и по странцима који су путовали у Арцах; арапски географ и историчар Ал-Масуди истакао је да међу другим уметничким делима никада није видео такве ћилиме другде у свом животу.

### Уметност
Национална уметничка галерија у Јеревану има више од 16.000 радова који датирају из средњег века, што указује на богате приче и приче о Јерменији тог времена. У њој се налазе слике многих европских мајстора. Музеј модерне уметности, дечја галерија и музеј Мартирос Саријан само су неке од других вредних колекција ликовних уметности које су изложене у Јеревану. Штавише, многе приватне галерије су у функцији, а сваке године се отварају још многе изложбе, које укључују ротирајуће изложбе и продају уметнина.

## Позориште
Рођен у Каиру, Египат, Атом Егојан је сада међународно познати редитељ који се слави због свог савременог рада, укључујући игране филмове и друге сродне пројекте. Добитник је многих награда на међународним филмским фестивалима, као што су Гранд При и међународне награде критичара на Филмском фестивалу у Кану и две номинације за Оскара за "The Sweet Hereafter". Егојан је такође радио у телевизијској и позоришној индустрији, продуцирајући Вагнерову Валкиру, коју је извела канадска оперска компанија у априлу 2004. Егојанова креација Арарат (2002) говори о Јерменском геноциду из 1915. године који су починили Турци у турском Османском царству. Приказује последице и патње преживелог детета Аршилеа Горког, и представља изузетан филм и за Јермене и не-Јермене.

## Музика
Један од најважнијих делова јерменске културе је музика која је донела нове облике музике у последњих неколико година, задржавајући и традиционалне стилове. О томе говори и јерменски филхармонијски оркестар светске класе који наступа у обновљеној концертној дворани Арам Хачатуријан у Оперској кући у Јеревану. Поред тога, неколико камерних ансамбала су високо цењени због свог музицирања, укључујући квартет Комитас, камерни хор Ховер, Национални камерни оркестар Јерменије и оркестар Серенаде. Класична музика се такође може чути на једном од неколико мањих места, укључујући Државни музички конзерваторијум у Јеревану, Камерну музичку дворану Комитас и Музеј Комитас. Џез је популаран у Јерменији, посебно у лето када су наступи уживо редовна појава у једном од многобројних градских кафића и паркова на отвореном. Јерменска рок музика је дала свој допринос култури рока. Најпознатији јерменски традиционални инструмент је дудук.
Савремени јерменски уметници укључили су народну музику у модерније џез и рок жанрове, тако да традиционална музика и даље утиче на њихове креације.
Инга и Ануш Аршакијанс су двојац који стварају етно, савремене песме које су такође пуне јерменског духа. По завршетку Државног конзерваторијума у Јеревану, певачи су почели да наступају заједно на професионалној сцени 2000. године. Касније, 2009. године Инга & Ануш су представљали Јерменију на Евровизији у Москви. На крају су заузели десето место са 92 поена. Њихова музика је уравнотежени спој јерменске народне музике, рока, џеза и других савремених жанрова. Неки од њихових најпопуларнијих песама су Menq Enq Mer Sarere и Im Anune Hayastan e.
Још један певач из Јеревана, који је популаран међу младима је Армен Гондрачјан, познатији као "Арменчик". Утицај његовог оца, који је такође био певач, инспирисао је Армена да почне да пева у раној доби од седам година. Године 1989. Армен и његова породица су се преселили у Сједињене Државе, док је 1995. године, у петнаестој години, основао бенд и снимио свој први албум. Године 1988. Армен се вратио у свој родни град у Јерменији и тамо живео годину дана, а у то време је издао албум Армен, успомене из Јерменије. Ово издање иницирало је његов пут ка звездама. Својом садашњом славом, Армен је и даље веома посвећен јерменској заједници. У октобру 2003. имао је свој први концерт у Глендлеју, у Калифорнији. Концерт је посећен у великом броју, а исте године Армен је добио награду за најпродаванији албум године, Anunt Inche.
Изабел Бајракдарјан је оперска певачица јерменског порекла и сада је позната и популарна и међу Јерменима и не-Јерменима. Дипломирала је на Универзитету у Торонту из области биомедицинског инжењерства, али је постала веома успешна у Северној Америци као оперски певач и активни концерт-мајстор. Она се појављује на Гремијем награђеном саундтреку филма Господара Прстенова: Две куле. Бајракдарјан је такође добитник четири Јуно награде за најбољи класични албум (вокал). Осим тога, она је истакнути вокал филма Арарат Атома Егојана, у сарадњи са групом Delerium, а овај саундтрек јој је донео још једну номинацију за Греми.
Шахан Арзруни је међународно познати концертни пијаниста, рођен у Истанбулу у Турској. Кроз своје живе наступе и снимке, ширио је јерменску клавирску музику широм света. Арзруни је и аутор, предавач и продуцент. Јерменији је донео две медаље за унапређење јерменске културе. Живи у Њујорку.
Од 2014. године, Нагаш ансамбл обилази Европу и изводи нову музику америчко-јерменског композитора Џона Ходијана на основу свете јерменске поезије средњовековног сликара, песника и свештеника Мрктича Нагаша. Са три женске певачице, дудуком, удом, долом и клавиром, Нагаш ансамбл спаја нову класичну музику и постминимализам са јерменском фолклорном и духовном музиком.

## Позориште
Совјетска Јерменија (1924) био је први јерменски документарни филм. Намус је био први јерменски неми црно-бели филм (1926), у режији Хама Бекназарјана, а на основу драме Александра Ширванзадеа која описује злу судбину двоје љубавника, које су њихове породице вериле још у детињству, али због кршења намуса (традиција части), девојка се удала за оца. Године 1969. Сергеј Парајанов је створио Боју нара.

## Језик
Јерменски језик датира из раног периода индоевропске диференцијације и дисперзије пре неких 5.000 година, или можда још пре 7.800 година, према неким недавним истраживањима. Трговина и освајање су приморали језик да се промени, додајући нове речи у речнике свакодневног говора људи. Књижевност и књиге написане на јерменском појавиле су се још у 4. веку. Писани језик тог времена, звани класични јерменски, остао је јерменски књижевни језик, са различитим променама, све до 19. века. У међувремену, говорни јерменски развио се независно од писаног језика. Многи дијалекти су се појавили када су се јерменске заједнице раздвојиле географијом или политиком, а нису сви ови дијалекти међусобно разумљиви. Енглески је популаран језик у пословном свету.

## Кухиња
Јерменска кухиња је древна као и историја Јерменије, а представља комбинацију различитих укуса и мириса. Храна често има сасвим јасан мирис. Уско повезани са источном и медитеранском кухињом, разни зачини, поврће, риба и воће удружују се у јединствена јела. Јерменија је такође позната по вину и ракији. Конкретно, јерменски коњак је познат широм света (добитник неколико награда), а покојни британски премијер Сер Винстон Черчил га је сматрао својим омиљеним. Често се назива храном данашњице.
Веома важан аспект јерменске кухиње је традиционални хлеб зван лаваш. Године 2014. "Лаваш, припрема, значење и изглед традиционалног хлеба као израз културе у Јерменији" уврштен је у Унескову репрезентативну листу нематеријалне културне баштине човечанства.
Јерменска супа каш такође има своје јединствено место у јеменској кухињи. Име каш потиче од јерменског глагола khashél (јерменски: խաշել), што значи "кувати". Јело, које се у почетку називало khashoy, помиње низ средњовековних јерменских аутора, нпр. Григор Магистрос (11. век), Мкитар Хераци (17. век), Јесаји Нчеци (13. век), итд.
Нар, са својим симболичким асоцијацијама на плодност, главно је обележје јерменске нације. Кајсија је национално воће. Од римских времена, кајсија је била позната као Prunus armeniaca, дословно преведена као "јерменска шљива". Популарно јерменско пиће данашњице је тан, мешавина воде и киселог јогурта.

## Спорт
У Јерменији се игра широк спектар спортова. Фудбал је најпопуларнији спорт у Јерменији. Други популарни спортови су рвање, дизање тегова, џудо, шах и бокс. Планински терен Јерменије пружа велике могућности за бављење спортовима као што су скијање и пењање по стенама. Као земља без излаза на море, спортови на води могу се практиковати само на језерима, посебно на језеру Севан. Током историје, Јерменија је била веома успешна у шаху, дизању тегова и рвању на међународном нивоу. Јерменија је такође активни члан међународне спортске заједнице, са пуноправним чланством у Унији европских фудбалских савеза (УЕФА), Федерацији међународних бендија (ФИБ) и Међународној хокејској федерацији (IIHF). Такође је домаћин Панјерменских игара.
У постсовјетским земљама, јерменски фудбалери су познати по својим вештинама и добро развијеним техникама. То је углавном због успеха јерменских играча, као што су, Корен Ховханисјан, Едуард Маркаров, Левон Иштојан, Никита Симонјан и др. Јерменски клуб Арарат Јереван освајач је и титуле совјетске Топ лиге и совјетског купа.
Од независности, Јерменија је била веома успешна у шаху. Мушка екипа Јерменије освојила је шаховску олимпијаду 3 пута, што их чини петом најуспешнијом екипом у светској историји шаха. Познати шахисти, као што су Тигран Петросјан и Гари Каспаров, имају јерменско порекло.